# Ajdovščina
Ajdovščina (italsky: Aidussina, německy: Haidenschaft) je jméno nejen města, ale také územně-správní jednotky (občiny) ve Vipavské dolině (Vipavska dolina). Nachází se v Gorickém regionu v západní části Slovinska.

## Historie a současnost
V 1. století př. n. l. vznikla v místě Ajdovščiny, na nově postavené silnici údolím Vipavy, římská poštovní a nákladní stanice mansio Fluvio Frigido (Frigido je římské označení řeky Vipavy). Ajdovščina a přilehlé okolí se staly významných obchodním a strategickým bodem. V roce 394 se v této oblasti odehrála bitva mezi východořímským císařem Theodosiem I. a západořímským císařem Eugeniem. Místní legenda praví, že k Theodosiusovu vítězství přispěl místní severní vítr známý jako burja (česky: bóra).
Potok Hubelj rozděluje Ajdovščinu na dvě části: Šturji a Ajdovščinu. V dobách před první světovou válkou byl Hubelj hraničním potokem mezi tehdejšími územními celky, Goriškou a Kraňskem.
Farní kostel v Ajdovščině, postavený v místech římského hřbitova, je zasvěcen Janu Křtiteli a patří pod Koperskou diecézi. Interiér kostela namaloval barokní malíř Anton Čebej. Ve Šturje je farní kostel svatého Jiří. Do místní farnosti patří také kostel sv. Antonína z Padovy, nacházející se ve Fužině na sever od Ajdovščiny.
Ačkoliv se Ajdovščina nachází dvacet kilometrů od italských hranic a v letech 1918 až 1945 byla dokonce součástí Itálie, vlivem silných větrů v místní architektuře není cítit italský prvek, neboť typická italská výstavba by patrně působení bóry nepřečkala bez újmy. Místní architektura je ovlivněna kraňským stylem, jenž byl modifikován na místní poměry, například zatížením střech proti silnému větru kameny.
V květnu 1945 byla ve městě ustavena první slovinská republiková vláda. Po druhé světové válce se Ajdovščina stala ekonomickým a kulturním centrem horní části Vipavské doliny.
Ve městě je výroba textilu, nábytku, potravin, nápojů a stavebních hmot.
Klima je středozemní (nejnižší teploty v zimě jsou –1 °C, nejvyšší 17 °C; letní teplotní maximum je 39 °C, minimum 20 °C). Město se nachází 25 km od Adriatického moře.

## Demografie
Obyvatelstvo podle mateřského jazyka, sčítání 2002
Slovinci 16 760
Bosňáci 325
Srbové 182
Srbochorvati 141
Chorvati 139
Albánci 164
Makedonci 40
Italové 16
Maďaři 7
Němci 3
Ostatní 38
Neznámé 380

## Významné osobnosti
- Martin Baučer (1595-1668) - historik
- Anton Čebej (1722-1774) - malíř
- Josip Križaj (1911-1948) - pilot
- Tobia Lionelli (1647-1714) - kazatel
- Karel Lavrič (1818-1876) - politik
- Danilo Lokar (1892-1989) - spisovatel
- Veno Pilon (1896-1970) - malíř
- Edi Šelhaus (* 1919) - fotograf
- Avgust Žigon (1877-1941) - literární historik